# 王薄
王 薄（おう はく、生年不詳 - 622年）は、中国の隋末の民衆叛乱の指導者。唐に帰順して、斉州総管となった。本貫は斉郡鄒平県。

## 生涯
611年、王薄は長白山（現在の山東省済南市章丘区）に拠って、隋に叛いた。斉郡・済北郡の近郊を攻撃し、知世郎を自称した。「無向遼東浪死歌」を作って流行させ、煬帝の高句麗遠征を忌避する人々を集めた。
613年、大軍に驕って備えを怠り、隋の斉郡郡丞張須陀に泰山のふもとで敗れた。残兵をまとめて黄河を渡ったが、臨邑で再び張須陀に敗れた。孫宣雅・郝孝徳らと連係して章丘を攻撃したが、張須陀にまた敗れた。楊玄感の乱が鎮圧された後、李密が逃亡してくると、王薄は淮陽の村舎にかくまった。
619年、宇文化及が北上してくると、利益に誘われてこれに従い、ともに聊城に入った。竇建徳が聊城を包囲すると、王薄は門を開いて竇建徳の軍を迎え入れた。同年3月、唐に帰順して、斉州総管に任ぜられた。
621年、徐円朗に従っていた青州・萊州・密州の人々を説得して、唐に帰順させた。
622年、盛彦師とともに須昌を攻撃した。軍の食糧を譚州で徴収することになったが、王薄と譚州刺史の李義満のあいだは険悪であり、李義満は倉を閉じて食糧を与えなかった。須昌を降した後、盛彦師は李義満を斉州の獄に収監した。釈放するよう高祖李淵の命が下ったが、その詔が届く前に李義満は獄死した。ときに王薄が譚州を通ると、李義満の兄の子の李武意に捕らえられ、殺された。

## 代表作
無向遼東浪死歌
| 原文                             | 書き下し文 |
| -------------------------------- | ---------- |
| 長白山前知世郎，純著紅羅綿背襠。 |            |
| 長槊侵天半，輪刀耀日光。         |            |
| 上山吃獐鹿，下山吃牛羊。         |            |
| 忽聞官軍至，提刀向前盪。         |            |
| 譬如遼東死，斬頭何所傷。         |            |
| 莫向遼東去，迢迢去路長。         |            |
| 老親倚閭望，少婦守空房。         |            |
| 有田不得耕，有事誰相将。         |            |
| 一去不知何日返，日上龍堆憶故郷。 |            |
| 莫向遼東去，従來行路難。         |            |
| 長河渡無舟，高山接雲端。         |            |
| 清霜衣苦薄，大雪骨欲剜。         |            |
| 日落寒山行不息，蔭冰臥雨摧心肝。 |            |
| 莫向遼東去，夷兵似虎豺。         |            |
| 長剣碎我身，利鏃穿我腮。         |            |
| 性命只須臾，節俠誰悲哀。         |            |
| 功成大将受上賞，我獨何為死蒿萊！ |            |